# ハリー・ウラタ
ハリー・ウラタ（Harry Minoru Urata、浦田ハリー實、1917年 - 2009年10月23日）は、ハワイにおける日本人移民がサトウキビ農園で歌っていた民謡「ホレホレ節」の保存に尽くしたことで知られた音楽教師。

## 生い立ちと学歴
ウラタは、1917年にホノルルで生まれた。父親が自動車の交通事故で死去した後、1924年に日本に送られ熊本県の親戚の下で育てられた。その後、日本統治時代の朝鮮で生活し、高校を終えて早稲田大学に合格した。しかし、日本における戦争の危機の高まりの中で1937年に母親の強い求めでハワイへ戻ることになり、大学への進学は叶わなかった。
1937年にハワイに戻ったウラタは、日本語学校の教師となった。同時に、ミッド＝パシフィック・インスティテュートに入学して英語を学んだ。その後、ハワイ大学に入学した直後に真珠湾攻撃で太平洋戦争が始まったため、ウラタはFBIに逮捕され、ホノウリウリ抑留キャンプに抑留された。その場でウラタは、ジャーナリストの川添樫風 (Kenpu Kawazoe) と知り合い、川添から「ホレホレ節」への関心を触発された。ウラタはその後、トゥーリーレイク戦争移住センターへ移送された。

## 経歴
トゥーリーレイクから解放された後、ウラタは1945年12月にハワイへ戻った。しばらくの間、新聞販売業に従事した後、地元のラジオ局KULAに雇われて日本語の音楽番組の運営にあたった。また、戦前に結成していた音楽グループ「シンコー・オーケストラ (the Shinko Orchestra) を再結成して、結婚式やパーティーで演奏した。その後、1年半にわたって日本で古賀政男に師事し、ハワイに戻って自身の音楽スタジオを開設し、何百人もの生徒たちを教えた。
ウラタは、1960年にレイモンド服部（服部逸郎）とともに、「ホレホレ節」の楽譜を制作した。しかし、彼らの楽譜は特定の一人の人物の歌い方に基づいて作られていたため、多くの歌い手がこれに反発した。ウラタは、より多くの「ホレホレ節」の録音を収集することを決意する。彼は、1967年にそれらの録音を収録したレコードを制作した。彼は、1980年代まで録音の収集を続け、それをフランクリン・オドに託し、オドはさらにそれをスミソニアン協会のフォークライフ・文化遺産センターに譲った。
ウラタは、2009年10月23日に死去した。亡くなる前に、アメリカ合衆国と日本の両政府から賞を贈られていた。